# Orgel van de Eben-Haëzerkerk in Apeldoorn

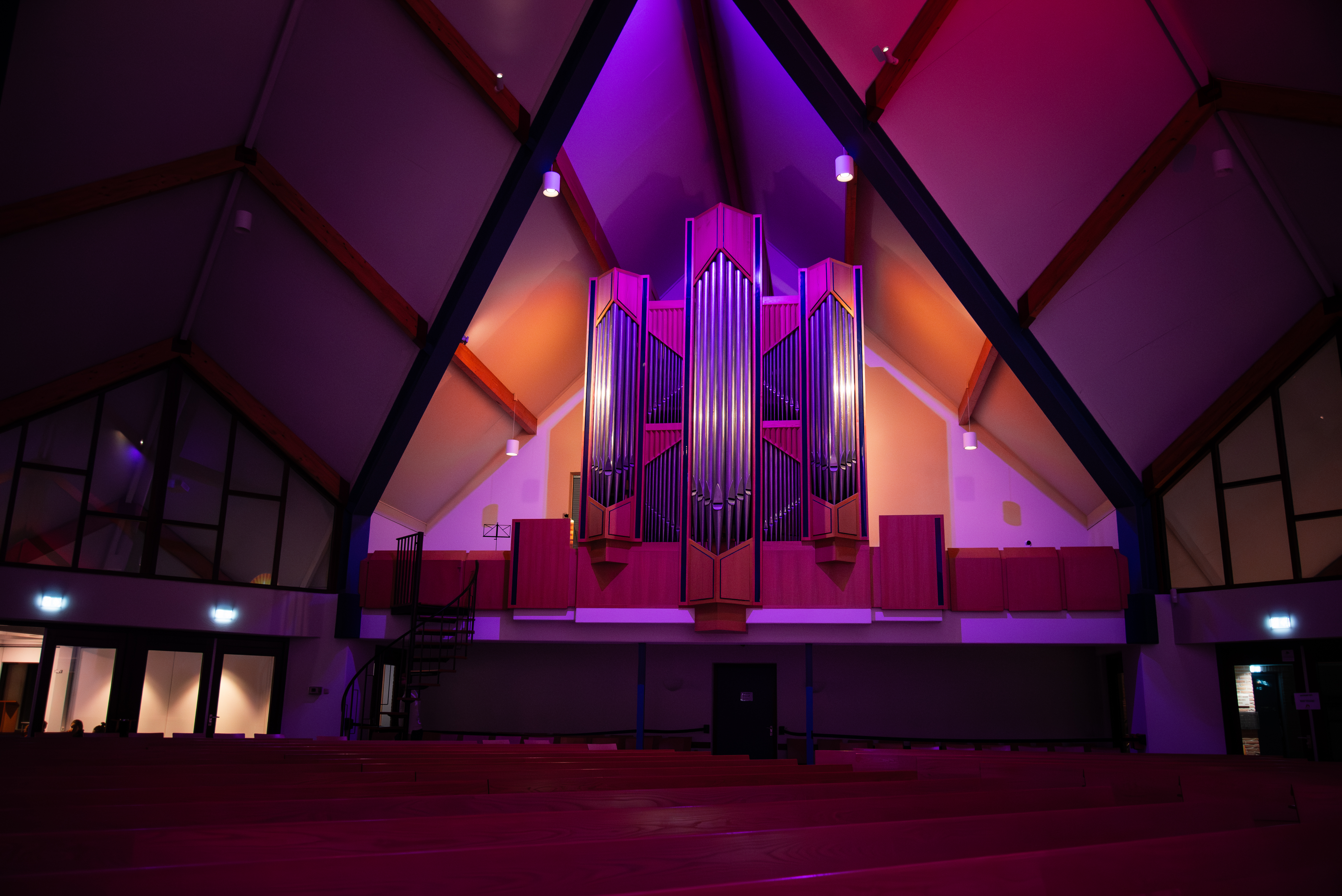
Het orgel in een donkere zaal

Het orgel in de Eben-Haëzerkerk in Apeldoorn is een orgel van Orgelmakerij Steendam. Op 21 februari 1997 werd in de kerk het Steendam-orgel in gebruik genomen door de organisten van de gemeente Marcel van de Ketterij en Peter Eilander. Het was toen nog een instrument met 19 sprekende stemmen en een behoorlijk aantal reserveringen. Inmiddels is het orgel uitgebreid en telt het instrument 26 stemmen.
Het orgel is mechanisch uitgevoerd en beschikt over hoofdwerk, zwelwerk en pedaal. Stemming; a' is circa 440 Hz.
De orgelkas is evenals het kerkmeubilair van essenhout gemaakt. De voorkant wordt gedomineerd door een middentoren met daarin de grootste pijpen van het hoofdwerk (prestant 16). In de Apeldoornse situatie is het pijpwerk van het Bovenwerk in een zwelkast geplaatst die zowel met de hand als met de voet bediend kan worden. Registers met * zijn reserveringen.
| Hoofdwerk: | Zwel: | Pedaal:                                                                                            | Speelhulpen:                                                                      |
| --- | --- | -------------------------------------------------------------------------------------------------- | --------------------------------------------------------------------------------- |
| - Prestant 16 - Octaaf 8 - Roerfluit 8 - Quint 6 - Octaaf 4 - Open Fluit 4 - Roerquint 3 - Octaaf 2 - Mixtuur 3-4st. - Sesquialter 2st. - Cornet 3st. - Fagot 16* - Trompet 8 | - Prestant 8 - Holpijp 8 - Gamba 8 - Celeste 8 - Salicet 4 - Roerfluit 4 - Nasart 3 - Gemshoorn 2 - Schalmei 8 | - Violon 16 - Subbas 16 - Octaafbas 8 - Gedekt 8* - Quint 6* - Octaaf 4* - Bazuin 16 - Trombone 8* | - Koppeling handmatig - Koppeling Ped-HW - Koppeling Ped-BW - Tremulant - Calcant |